# Temple (Nou Hampshire)
Temple és una població dels Estats Units a l'estat de Nou Hampshire. Segons el cens del 2000 tenia 1.297 habitants.

## Demografia
Segons el cens del 2000, Temple tenia 1.297 habitants, 440 habitatges, i 347 famílies. La densitat de població era de 21,5 habitants per km².
Dels 440 habitatges en un 42,3% hi vivien nens de menys de 18 anys, en un 67,5% hi vivien parelles casades, en un 6,6% dones solteres, i en un 21,1% no eren unitats familiars. En el 16,4% dels habitatges hi vivien persones soles el 5,2% de les quals corresponia a persones de 65 anys o més que vivien soles. El nombre mitjà de persones vivint en cada habitatge era de 2,91 i el nombre mitjà de persones que vivien en cada família era de 3,24.
Per edats la població es repartia de la següent manera: un 29,8% tenia menys de 18 anys, un 5,8% entre 18 i 24, un 30,7% entre 25 i 44, un 25,3% de 45 a 60 i un 8,4% 65 anys o més.
L'edat mediana era de 37 anys. Per cada 100 dones de 18 o més anys hi havia 106,3 homes.
La renda mediana per habitatge era de 56.500$ i la renda mediana per família de 64.297$. Els homes tenien una renda mediana de 36.563$ mentre que les dones 29.545$. La renda per capita de la població era de 21.897$. Entorn del 2,8% de les famílies i el 6,4% de la població estaven per davall del llindar de pobresa.